# Stazione di Cassine
Stazione di Cassine vasútállomás Olaszországban, Cassine településen.

## Vasútvonalak
Az állomást az alábbi vasútvonalak érintik:
- Alessandria–San Giuseppe di Cairo-vasútvonal

## Kapcsolódó állomások
A vasútállomáshoz az alábbi állomások vannak a legközelebb:
- Gavonata railway halt
- Caranzano-Sant'Andrea railway station